# Гоздњица
Гоздњица (пољ. Gozdnica) је град у Пољској у Војводству Лубушком у Повјату żagański. Према попису становништва из 2011. у граду је живело 3.356 становника.
.

## Становништво
Према прелиминарним подацима са пописа, у граду је 2011. живело 3.356 становника.
| 2002. | 2011. | 2012. |
| ----- | ----- | ----- |
| 3.546 | 3.356 | 3.328 |